# Karamadai
Karamadai é uma panchayat (vila) no distrito de Coimbatore, no estado indiano de Tamil Nadu.

## Geografia
Karamadai está localizada a 11° 16′ N, 76° 58′ L. Tem uma altitude média de 353 metros (1158 pés).

## Demografia
Segundo o censo de 2001,  Karamadai  tinha uma população de 27,799 habitantes. Os indivíduos do sexo masculino constituem 50% da população e os do sexo feminino 50%. Karamadai tem uma taxa de literacia de 73%, superior à média nacional de 59.5%: a literacia no sexo masculino é de 79% e no sexo feminino é de 67%. Em Karamadai, 10% da população está abaixo dos 6 anos de idade.